# (84225) Verish
Verish (asteroide 84225); forma parte del Cinturón de asteroides, a 2,0174295 UA de la Tierra. Posee una excentricidad de 0,1466861; un período orbital de 1 327,79 días (3,64 años); una velocidad orbital media de 19,37081907 km/s y una inclinación de 4,56618º.
Fue descubierto el 12 de septiembre de 2002 por Robert Matson.